# William Lyon Mackenzie King

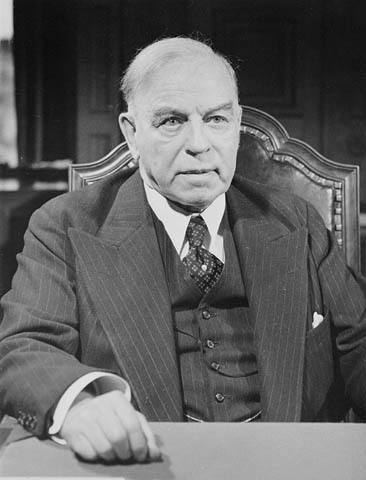
William Lyon Mackenzie King (1947)

William Lyon Mackenzie King, PC, OM, CMG (* 17. Dezember 1874 in Berlin (heute Kitchener), Ontario; † 22. Juli 1950 in Kingsmere bei Gatineau, Québec) war ein kanadischer Politiker. Er gehört zu den bedeutendsten Politikern seines Landes in der ersten Hälfte des 20. Jahrhunderts. 32 Jahre war er auf Bundesebene politisch aktiv, davon 22 Jahre als Premierminister. Während dieser Zeit wandelte sich Kanada von einem halbkolonialen Dominion des Vereinigten Königreichs zu einem autonomen Staat innerhalb des Commonwealth. King führte das Land durch die expansive Phase der 1920er Jahre, die Depression der 1930er Jahre und den Zweiten Weltkrieg.
Nach einer Karriere als Beamter stieg er 1908 in die Politik ein. Von 1909 bis 1911 war er der erste Arbeitsminister seines Landes. 1919 wurde er zum Vorsitzenden der Liberalen Partei gewählt und blieb dies bis 1948. King regierte das Land vom 29. Dezember 1921 bis zum 28. Juni 1926, danach vom 25. September 1926 bis zum 6. August 1930 und schließlich vom 23. Oktober 1935 bis zum 14. November 1948. Mit Ausnahme der zwei letzten Amtsjahre als Regierungschef war er auch als Außenminister tätig. Kein anderer Premierminister im Commonwealth war zusammengenommen länger im Amt als er.
Im Allgemeinen ist er unter seinem vollen Namen oder als Mackenzie King bekannt (Mackenzie, der Nachname seiner Mutter, ist sein Zwischenname und nicht Teil seines eigenen Nachnamens). Die Bezeichnung „William King“ ist unüblich.

## Frühe Jahre
King wurde in Berlin (1916 in Kitchener umbenannt) in der Provinz Ontario geboren. Sein Großvater mütterlicherseits war William Lyon Mackenzie, der erste Bürgermeister von Toronto und Anführer der gescheiterten Oberkanada-Rebellion von 1837. Mutter Isabel Mackenzie kam zur Welt, als dieser in den USA im Exil war. Vater John King war ein wenig erfolgreicher Rechtsanwalt, der mit finanziellen Problemen zu kämpfen hatte, da die zahlreichen deutschen Einwanderer in Berlin deutschsprachige Anwälte bevorzugten. 1893 zog die Familie nach Toronto; der Vater war als Dozent an der Osgoode Hall Law School tätig, wurde aber nicht als Professor berufen.

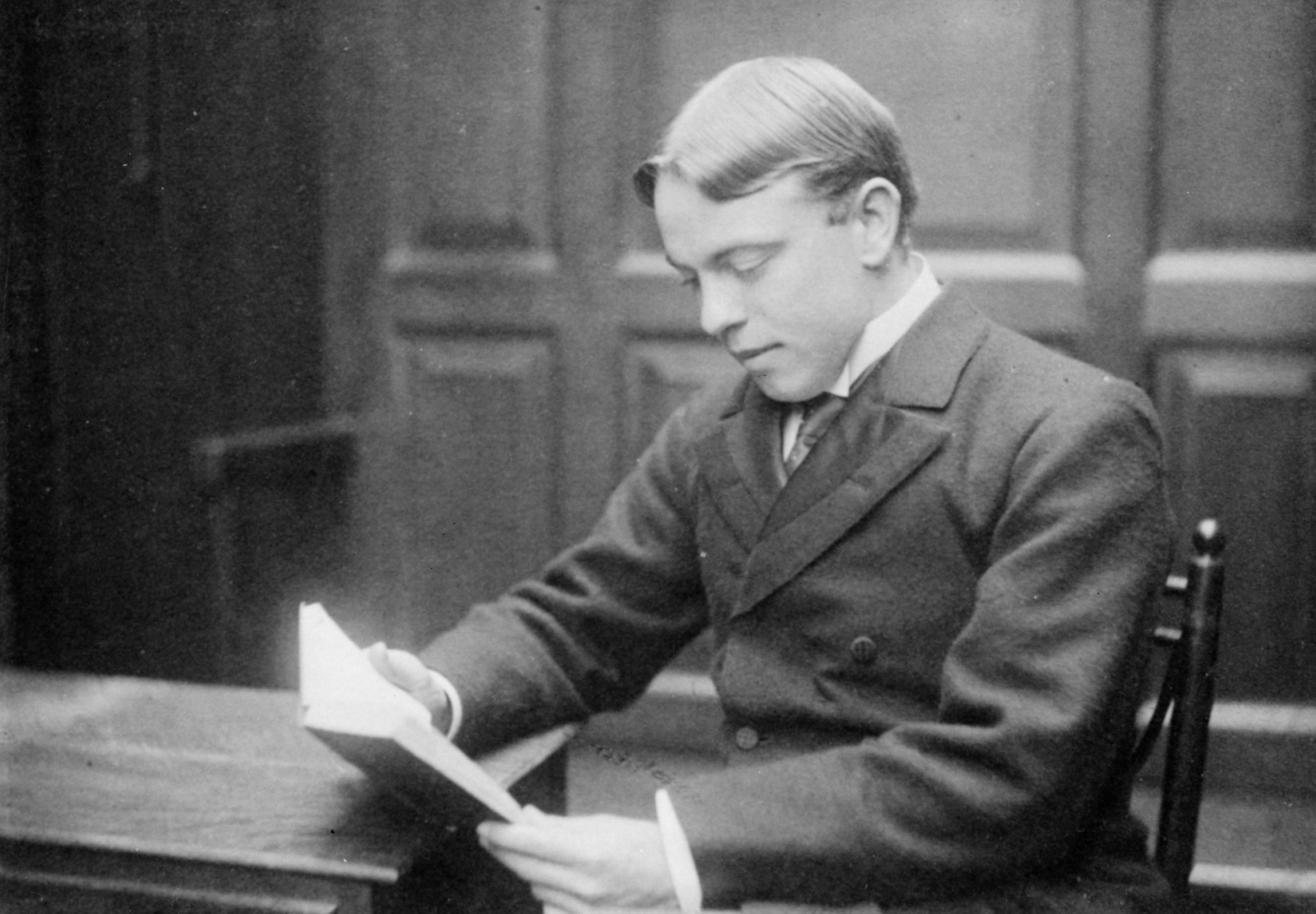
Beim Studium in Harvard (1899)

„Willie“ King, wie er in seiner Jugend genannt wurde, hatte zwei Schwestern und einen Bruder. Er besuchte in Berlin die Grundschule und die Highschool, 1891 begann er an der University of Toronto Politikwissenschaft zu studieren. Im Verlaufe seines Studiums erwarb er fünf Universitätsabschlüsse. Drei davon erhielt er von der University of Toronto: Bachelor of Arts (B.A.) 1895, Laws Bachelor (LL.B.) 1896 und Magister Artium (M.A.) 1897. In Toronto lernte er neun seiner späteren Minister kennen, die wie er alle der Studentenverbindung Kappa Alpha Society angehörten; sein Spitzname lautete Rex. Er machte auch Bekanntschaft mit seinem späteren Rivalen Arthur Meighen, doch die beiden Männer verstanden sich von Anfang an nicht besonders gut. Er begann, sich Mackenzie zu nennen (nach seinem berühmten Großvater) und mit W. L. Mackenzie King zu unterschreiben.
Nach einem kurzen Aufenthalt an der University of Chicago studierte King an der Harvard University und erhielt 1898 einen M.A. in Volkswirtschaft. 1909 erhielt er auch den Doktorgrad (Ph.D.), nachdem er seine Doktorarbeit über die Situation der Arbeiter in der Textilindustrie, die er neun Jahre zuvor geschrieben hatte, doch noch einreichte. Im Sommer 1899 war er Privatlehrer von Peter G. Gerry, dem späteren Senator des US-Bundesstaates Rhode Island. Das dabei verdiente Geld ermöglichte ihm eine mehrmonatige Reise nach Europa. So weilte er im Frühjahr 1900 zwei Monate lang in der deutschen Hauptstadt Berlin, wo er Nachforschungen für seine Doktorarbeit anstellte.

## Berufliche und politische Karriere

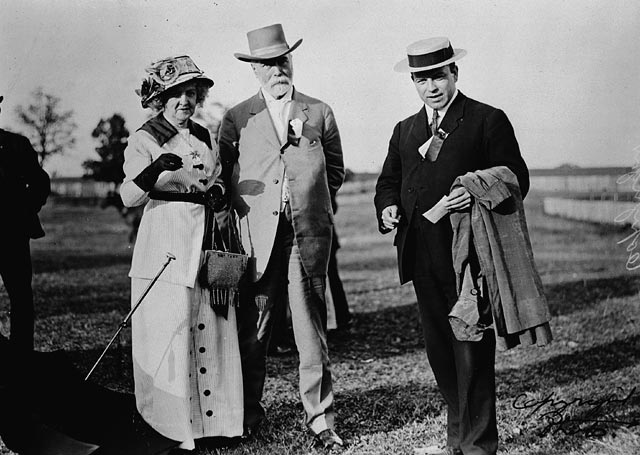
King mit seinen Eltern (1911)

Während seiner Studienzeit in Toronto arbeitete King zwischenzeitlich als Journalist für die Zeitung Toronto Globe. 1900 erhielt er von William Mulock, dem Vorsitzenden der kanadischen Bundespost, das Angebot, in den öffentlichen Dienst einzutreten. King wurde zum Vizeminister des neu geschaffenen Arbeitsministeriums ernannt. Schon bald erwarb er sich den Ruf, ein Problemlöser zu sein. Aufgrund seiner Verhandlungsfähigkeiten gehörte die Vermittlung bei Arbeitskonflikten zu seinen wichtigsten Aufgaben. Kings enger Freund Henry Albert Harper starb im Dezember 1901 beim vergeblichen Versuch, die Tochter von Eisenbahnminister Andrew George Blair zu retten, die beim Eislaufen in den Ottawa River gefallen war. King regte daraufhin an, zu Harpers Ehren eine Statue zu errichten. Die ihm nachempfundene Galahad-Statue wurde 1905 beim Haupteingang des Parlamentsgebäudes enthüllt. Im darauf folgenden Jahr schrieb King eine heroisierende Biografie über Harper.
1907 erarbeitete King den Industrial Disputes Investigation Act. Dieses neue Gesetz sah vor, dass Streiks in öffentlich-rechtlichen Betrieben oder Minen so lange aufgeschoben werden mussten, bis eine vermittelnde Kommission die Klagen angehört hatte. Im selben Jahr wurde er beauftragt, die Folgen der von der Asiatic Exclusion League in Vancouver angezettelten Ausschreitungen gegen Chinesen und Japaner zu untersuchen. Auch musste er Schadenersatzforderungen prüfen. Eine dieser Forderungen kam von chinesischen Opiumhändlern, was King dazu veranlasste, den Drogenkonsum in Vancouver zu untersuchen. Als er erfuhr, dass nicht nur Chinesen Opium konsumierten, sondern auch Frauen europäischer Abstammung, leitete er den Prozess ein, der zur Verabschiedung der ersten kanadischen Gesetze betreffend Illegalisierung von Drogen führte.
Zur Unterhauswahl im Oktober 1908 trat King im Wahlkreis Waterloo North als Kandidat der Liberalen Partei an und zog nach einem knappen Sieg ins Unterhaus ein. Im Juni 1909 ernannte ihn Regierungschef Wilfrid Laurier zum ersten Arbeitsminister des Landes. Gemäß dem Wahlgesetz mussten neue Minister nach ihrer Ernennung zwingend wiedergewählt werden. Da es keine Gegenkandidaten gab, war die Wiederwahl per Akklamation nur eine Formsache. Die Wahl im September 1911 endete mit einer Niederlage der Liberalen, auch King verlor seinen Sitz.

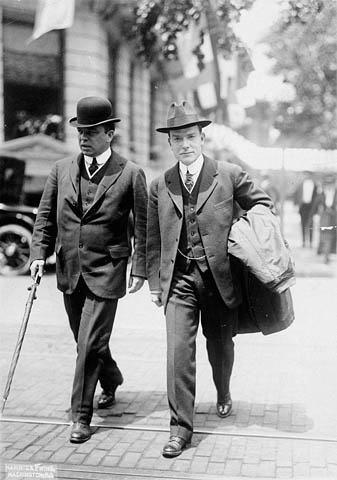
King (links) mit John D. Rockefeller Jr. (1915)

Nach seiner Abwahl folgte King einer Einladung der Familie Rockefeller und arbeitete in den USA für die Rockefeller-Stiftung. Er leitete dort die neu geschaffene Abteilung für industrielle Forschung. Dabei arbeitete er eng mit dem Familienoberhaupt John D. Rockefeller Jr. zusammen und leistete Beraterdienste in Fragen der Arbeitsbeziehungen. Verschiedene Kreise kritisierten, dass King sich nicht als Freiwilliger für den Einsatz im Ersten Weltkrieg gemeldet hatte. Doch bei Kriegsbeginn war er bereits 40 Jahre alt und nicht in bester körperlicher Verfassung, außerdem erwies er sich – rückwirkend betrachtet – bei der Koordination von kriegswichtigen Industrien als weitaus nützlicher.
King kehrte nach Kanada zurück, um bei der Wahl im Dezember 1917 anzutreten, im Wahlkreis York North in der Agglomeration Torontos. Hauptthema des Wahlkampfs war die Einführung der Wehrpflicht. Auch hier unterlag er, diesmal wegen seiner Ablehnung der Wehrpflicht; eine künftige Wehrpflicht wurde von der Mehrheit der Anglokanadier unterstützt, von der Mehrheit der Frankokanadier aber entschieden abgelehnt (siehe auch Wehrpflichtkrise von 1917). King veröffentlichte 1918 das Buch Industry and Humanity: A Study in the Principles Underlying Industrial Reconstruction (Industrie und Menschheit: Eine Studie über die Prinzipien des industriellen Wiederaufbaus), das damals zwar noch wenig Aufmerksamkeit erhielt, aber seine politischen Ziele festlegte, die er im Verlaufe der nächsten 30 Jahre zum größten Teil auch umsetzte. Das Buch gilt als eines der wichtigsten Werke, das von einem kanadischen Staatsmann geschrieben wurde.
Nach Wilfrid Lauriers Tod benötigte die Liberale Partei einen neuen Vorsitzenden. Erstmals in der Geschichte der Partei wählte nicht die Parlamentsfraktion den Nachfolger, die Wahl erfolgte stattdessen durch eine Delegiertenversammlung. Am 7. August 1919 setzte sich King im vierten Wahlgang knapp durch, wobei er vor allem auf die wehrpflichtkritischen Delegierten aus Québec zählen konnte, die sich geschlossen hinter ihn stellten.
Nach dem Ersten Weltkrieg war Kanada ein politisch tief gespaltenes Land. Die Unionistische Partei von Robert Borden, eine unsichere Koalition aus Konservativen und Liberalen, die für die Wehrpflicht eingetreten waren, zerbrach. In mehreren Industriestädten kam es zu Arbeiterunruhen, während die unter dem Preiszerfall und hohen Exportzöllen leidenden Landwirte sich radikalisierten. King versuchte, diese Unzufriedenen an die Liberale Partei zu binden, indem er Zollsenkungen und soziale Reformen versprach, ohne jedoch die mächtigen Industriellen zu verärgern. Aus diesem Grund wollte er wieder ins Parlament einziehen. Da er bei Nachwahlen in Ontario und Westkanada einem Kandidaten der neuen Protestbewegungen – United Farmers und Progressive Partei – gegenübergestanden wäre und wohl verloren hätte, ließ er sich im Oktober 1919 im relativ sicheren Wahlkreis Prince in der Provinz Prince Edward Island aufstellen und wurde gewählt.

## Erste Amtszeit als Premierminister (1921–1926)
Bei der Wahl im Dezember 1921 zeigte sich die Zerrissenheit des Landes besonders deutlich. Kings Liberale Partei wurde stärkste Kraft und verfehlte die absolute Mehrheit nur um einen Sitz. Allerdings stammte über die Hälfte der liberalen Abgeordneten aus Québec (wo sie in sämtlichen Wahlkreisen gewonnen hatten), während die Partei im Westen kaum vertreten war. Die bisher regierenden Konservativen von Arthur Meighen verloren über zwei Drittel ihrer Sitze und fielen auf den dritten Platz zurück. King, der wieder im Wahlkreis York North angetreten war, bildete daraufhin mit der zweitstärksten Fraktion, der Progressiven Partei, ein informelles Bündnis. Er sicherte sich so die Mehrheit im Unterhaus und wurde am 29. Dezember 1921 als Premierminister vereidigt. Um die Kluft zwischen den Sprachgruppen zu überwinden, berief er mehrere Frankokanadier auf wichtige Ministerposten.
Trotz längerer Verhandlungen gelang es King nicht, die Progressiven zur Mitarbeit in seiner Regierung zu gewinnen. Doch nach Beginn der Legislaturperiode verließ er sich auf deren Unterstützung, um Misstrauensvoten der Konservativen abzuwehren. Dies war allerdings ein Balanceakt. Einerseits musste er die Zölle genügend senken, um die als Interessenvertreter der Landwirtschaft Westkanadas auftretenden Progressiven zu beschwichtigen. Andererseits durften die Zölle nicht zu stark abgebaut werden, da sonst die bevölkerungsreichen Provinzen Ontario und Québec, die industriellen Zentren des Landes, ihm die Unterstützung entzogen hätten. King und Oppositionsführer Meighen lieferten sich im Unterhaus unablässig erbitterte Wortgefechte.

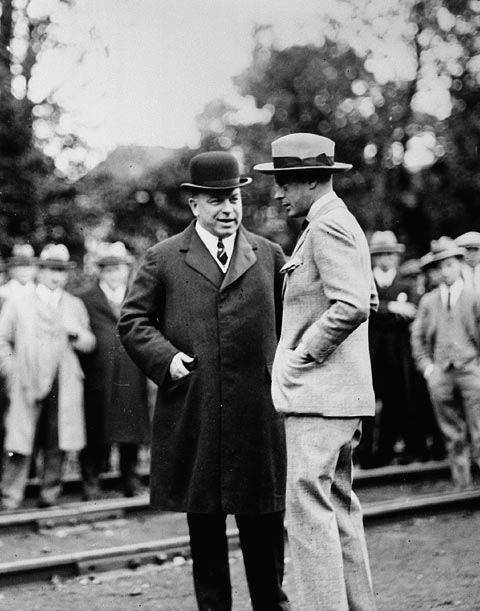
Besuch des Prince of Wales 1924 in Ottawa

Mit Fortdauer von Kings Amtszeit wurden die Progressiven allmählich geschwächt. Deren effektiver und leidenschaftlich auftretender Vorsitzender Thomas Crerar trat zurück und wurde im November 1922 durch den unauffälligen Robert Forke ersetzt. Der sozialistische Reformer James Shaver Woodsworth gewann an Einfluss und King gelang es, mit ihm eine Verständigung zu erzielen, da die beiden in zahlreichen Fragen ähnliche Vorstellungen hatten.
Eines von Kings Fernzielen war es, die Unabhängigkeit Kanadas gegenüber Großbritannien stetig zu vergrößern und das Land schrittweise von einem halbkolonialen Dominion mit eigenverantwortlicher Regierung in eine autonome Nation innerhalb des britischen Commonwealth umzuwandeln. War Kanada während des Ersten Weltkriegs noch bedingungslos dem britischen Mutterland gefolgt, so zeigten sich bei der Chanakkrise 1922 die ersten Emanzipationserscheinungen. King weigerte sich, den Briten ohne vorherige Konsultation des Parlaments Truppen zur Verteidigung der neutralen Zone um die Dardanellen im Westen der Türkei zur Verfügung zu stellen. Die britische Regierung war von seiner Antwort enttäuscht, doch King sah sich bestätigt, als die Krise durch Verhandlungen beigelegt werden konnte.

## Zweite Amtszeit und King-Byng-Affäre (1926)

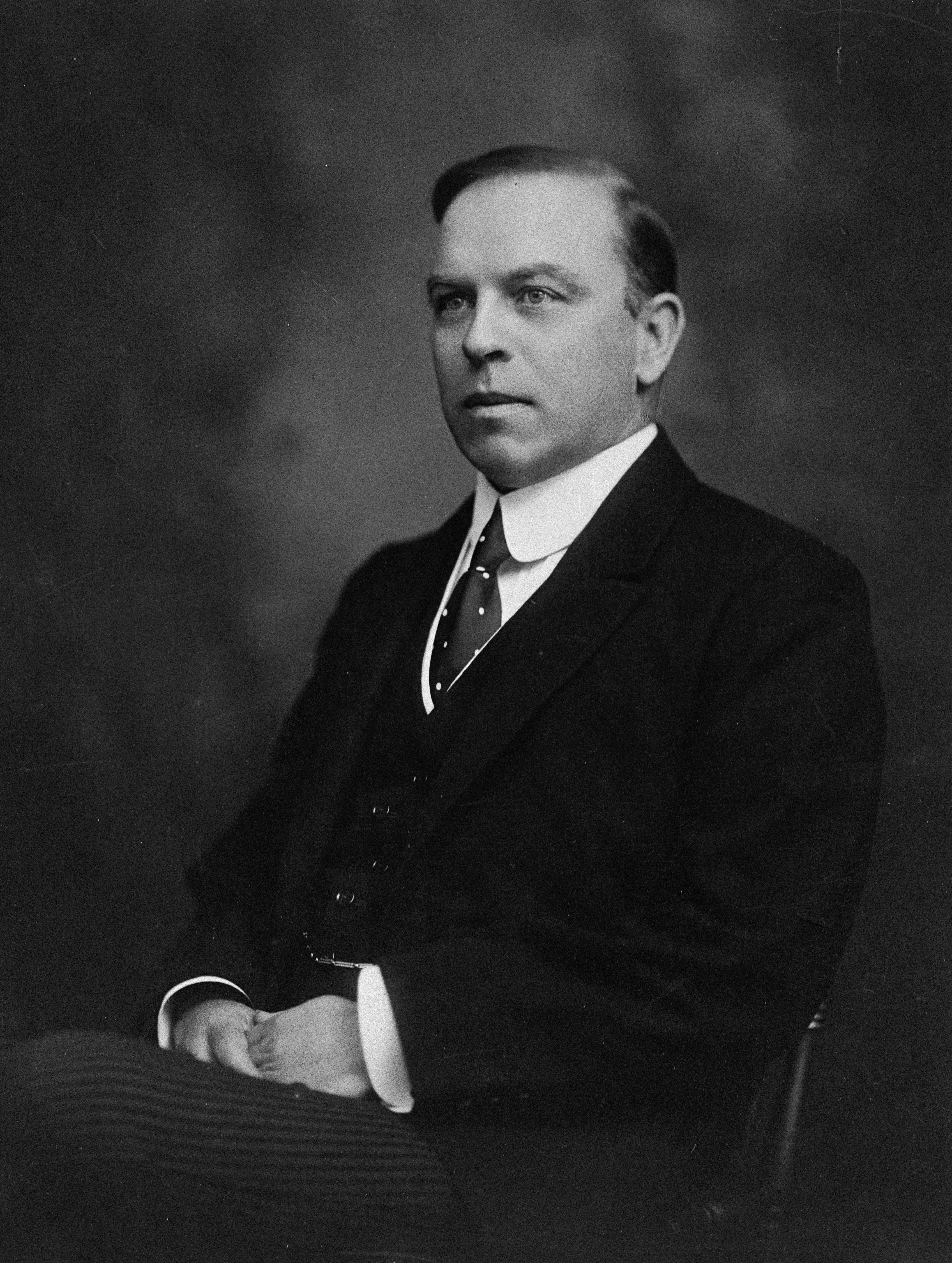
King im Jahr 1926

Der liberalen Regierung war es 1924 gelungen, trotz einiger Zollsenkungen beim Staatshaushalt einen Überschuss zu erwirtschaften. King war sich sicher, die Wähler würden diese Anstrengungen zu schätzen wissen, weshalb er das Parlament auflösen ließ. Doch die anschließende Wahl im Oktober 1925 endeten mit einer Enttäuschung. Die Liberale Partei musste Sitzverluste hinnehmen und fiel hinter die wiedererstarkten Konservativen auf den zweiten Platz zurück (wenngleich letztere die absolute Mehrheit knapp verfehlten). King selbst wurde in seinem Wahlkreis York North abgewählt. Doch anstatt zurückzutreten und dem Konservativen Arthur Meighen das Amt des Premierministers zu überlassen, bildete er mit Duldung der Progressiven eine Minderheitsregierung. Im Februar 1926 konnte King wieder ein Unterhausmandat erringen, bei einer Nachwahl in Prince Albert (Saskatchewan).
Einige Monate nach Beginn der Legislaturperiode wurde im Zollministerium ein Korruptionsskandal aufgedeckt. Die Konservativen sahen darin eine Chance, die Progressiven auf ihre Seite zu ziehen. King mied so lange wie möglich jegliche Debatte über die Ereignisse im Zollministerium. Als jedoch nach Veröffentlichung des Untersuchungsberichts im Juni 1926 ein Misstrauensvotum drohte, forderte er Generalgouverneur Lord Byng auf, das Parlament aufzulösen und eine vorgezogene Neuwahl auszurufen.
Byng lehnte das Begehren jedoch ab; es ist bis heute das einzige Mal in der Geschichte Kanadas, dass der Generalgouverneur dieses Recht ausübte. Daraufhin trat King am 28. Juni 1926 zurück und Byng beauftragte Arthur Meighen mit der Regierungsbildung. Bereits vier Tage später verlor Meighens Regierung im Unterhaus ein Misstrauensvotum, da zahlreiche progressive Abgeordnete nicht gewillt waren, mit den Konservativen zusammenzuarbeiten. Byng ging daraufhin auf Meighens Bitte ein und löste das Parlament doch noch auf.
In einem aggressiv geführten Wahlkampf bezeichnete King das aus seiner Sicht sehr parteiische Vorgehen des Generalgouverneurs als verfassungswidrig und als unzulässige Einmischung eines Briten in die Innenpolitik Kanadas. Er versprach, darauf hinzuarbeiten, dass das Amt des Generalgouverneurs in Zukunft mit Kanadiern und nicht mehr mit britischen Lords besetzt werde (tatsächlich geschah dies erst 1952, über ein Jahr nach Kings Tod). Es gelang ihm, die Aufmerksamkeit der Wähler vom Korruptionsskandal wegzulenken und sich als Verteidiger der kanadischen Autonomie zu präsentieren.

## Dritte Amtszeit: Wachsende Autonomie Kanadas (1926–1930)

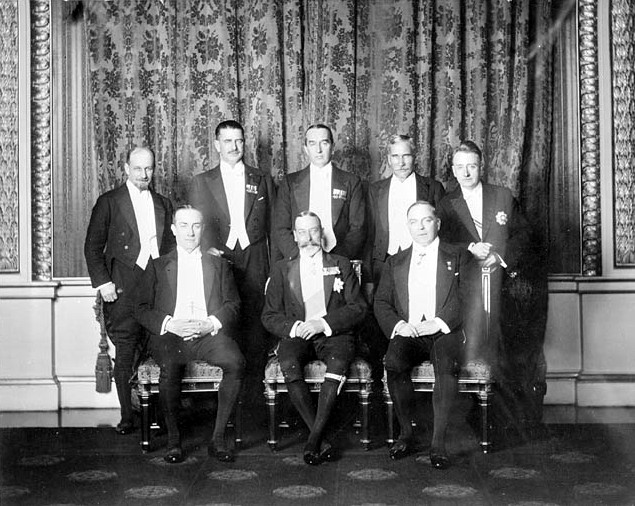
Reichskonferenz 1926 in London
Stehend v. l. n. r.: Walter Stanley Monroe (Neufundland), Gordon Coates (Neuseeland), Stanley Bruce (Australien), Barry Hertzog (Südafrikanische Union), William Thomas Cosgrave (Irischer Freistaat)
Sitzend v. l. n. r.: Stanley Baldwin (Vereinigtes Königreich), König George V., Mackenzie King (Kanada)

Die Wahl im September 1926 endete mit einem Sieg der Liberalen Partei. Zwar war ihr Wähleranteil kleiner als jener der Konservativen, doch gewannen sie mehr Sitze, wenn auch die absolute Mehrheit knapp verpasst wurde. Diese Verzerrung des Mehrheitswahlrechts kam aufgrund taktisch geschickter Wahlbündnisse zustande, welche die Liberalen mit mehreren kleineren Parteien eingegangen waren: In umstrittenen Wahlkreisen trat nur der jeweils aussichtsreichste Kandidat des Bündnisses gegen den konservativen Kandidaten an, so dass die Gegnerschaft nicht zersplittert wurde.
Kurz nach der Wahl begab sich King nach London an die Reichskonferenz, einer Zusammenkunft der Regierungschefs der Dominions, wo er sich für eine größere Autonomie einsetzte. Das Schlussdokument der Konferenz, der Balfour-Bericht, hielt ganz im Sinne Kings erstmals die Gleichrangigkeit der Dominions gegenüber Großbritannien fest. Kein Mitglied des nun so bezeichneten British Commonwealth war den anderen über- oder untergeordnet, aber durch die Treue zur Krone miteinander verbunden. Das im Jahr 1931 verabschiedete Statut von Westminster bestätigte formal die völlige gesetzgeberische Unabhängigkeit vom britischen Parlament. Ausgenommen blieben Verfassungsänderungen (im Falle Kanadas bis 1982).
Die größere Autonomie ermöglichte eine eigenständige Außenpolitik. Im November 1926 ernannte King Vincent Massey zum ersten Botschafter Kanadas mit vollem diplomatischen Status, woraufhin in Washington, D.C. die erste Botschaft eröffnet wurde. Innenpolitisch war Kings dritte Amtszeit wenig herausragend, die Regierung beschränkte sich mehr oder weniger auf das Verwalten des Landes. Das einzige neue Gesetz von Bedeutung war die Einführung einer Altersrente im Jahr 1927. Nachdem das Justizkomitee des britischen Privy Council im Fall Edwards v. Canada (Attorney General) letztinstanzlich entschieden hatte, dass auch Frauen dem Senat angehören dürfen, ernannte King im Februar 1930 Cairine Wilson zur ersten Senatorin.
Die relativ gute Wirtschaftslage in der zweiten Hälfte der 1920er Jahre ermöglichte Steuersenkungen und den Abbau der Staatsschuld. Ab 1928 begann sich die Wirtschaft jedoch abzuschwächen. Als am 24. Oktober 1929, dem Schwarzen Donnerstag, der spekulativ überbewertete Aktienmarkt der USA zusammenbrach, zeigte sich King wenig beeindruckt. Er hielt die sich langsam abzeichnende Weltwirtschaftskrise nur für eine kurze Rezessionsphase, zumal die Arbeitslosenzahlen erst ab 1930 zu steigen begannen.

## Oppositionsführer während der Weltwirtschaftskrise (1930–1935)

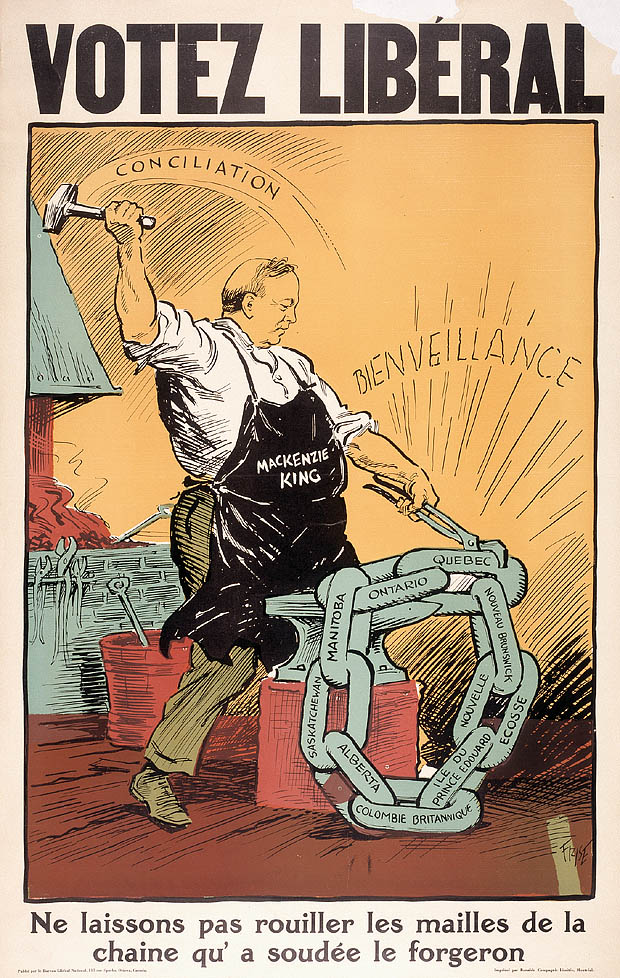
Wahlplakat: King als Schmied der Einheit (1930)

Auch im Wahlkampf vor der Unterhauswahl im Juli 1930 beharrte King auf seinem Standpunkt, Kanadas Wohlstand sei nicht gefährdet. Forderungen nach Hilfsmaßnahmen bezeichnete er als Teil einer „konservativen Verschwörungstheorie“. Es war die erste Wahl, in welcher der Rundfunk eine bedeutende Rolle spielte. Der Vorsitzende der Konservativen, Richard Bedford Bennett, hinterließ bei den Zuhörern einen weitaus entschlosseneren Eindruck als der eher bedächtige King. Der ländliche Teil Québecs, dessen Landwirtschaft zunehmend mit Problemen zu kämpfen hatte, wandte sich von den Liberalen ab und den Konservativen gelang es, die absolute Mehrheit zu erringen. King blieb bis zum 6. August 1930 im Amt und übernahm anschließend die Rolle des Oppositionsführers.
Inzwischen waren die Auswirkungen der Weltwirtschaftskrise deutlich zu spüren: Die Industrieproduktion ging zurück, die Landwirtschaft litt unter stark fallenden Exportpreisen und die Arbeitslosigkeit stieg markant an. Bennett hatte die Lösung dieser Probleme versprochen. Doch das Rezept der Konservativen, hohe Zölle und Ausrichtung des Handels auf die Commonwealth-Staaten, zeigte keinerlei Wirkung. Schwere Ausschreitungen und das Aufkommen zahlreicher Protestparteien brachten die Konservativen zunehmend unter Druck. Währenddessen erwies sich King als effektiver Oppositionsführer und konnte die Liberale Partei als einzige ernsthafte Alternative zur amtierenden Regierung positionieren.
Im Januar 1935 vollzog Bennett einen radikalen Kurswechsel und versuchte, den New Deal des US-amerikanischen Präsidenten Franklin D. Roosevelt auf kanadische Verhältnisse anzupassen. Doch diese Maßnahmen griffen viel zu spät. Die Wahl im Oktober 1935 endeten in einem Debakel für die Konservative Partei, die über ein Drittel ihrer Wählerschaft an Protestparteien verlor. Die Liberale Partei hingegen profitierte von der Zersplitterung und gewann trotz eines leichten Rückgangs des Wähleranteils 173 der 245 Sitze im Unterhaus. King wurde am 23. Oktober 1935 erneut als Premierminister vereidigt.

## Vierte Amtszeit: Fokus auf die Außenpolitik (1935–1940)

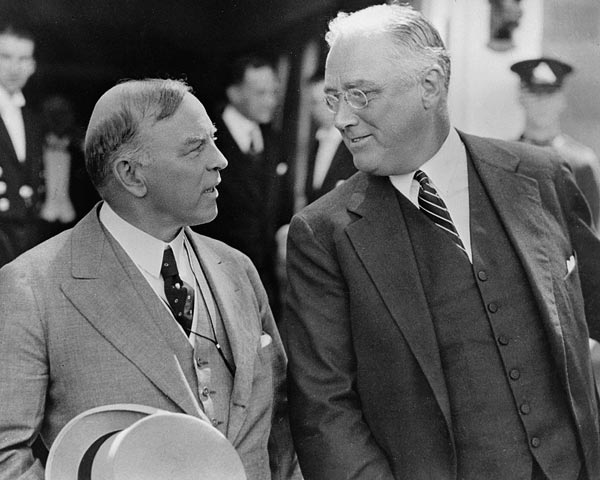
Im Gespräch mit Franklin D. Roosevelt (Juli 1936)

Bei Kings erneutem Amtsantritt war die schlimmste Phase der Depression vorüber, abgesehen von den Prärieprovinzen, wo der Dust Bowl die Landwirtschaft stark in Mitleidenschaft zog. Die Regierung setzte Hilfsprogramme wie das Nationale Wohnungsbauprogramm und die Nationale Beschäftigungskommission um. Sie gründete 1936 die Canadian Broadcasting Corporation, 1937 die Trans-Canada Airlines (Vorgängergesellschaft von Air Canada) und 1939 den National Film Board of Canada. 1938 stellte sie die zuvor private Bank of Canada unter staatliche Kontrolle, 1940 führte sie die Arbeitslosenversicherung ein.
Als Reaktion auf die Rheinlandbesetzung im März 1936 ließ King der britischen Regierung über den kanadischen Hochkommissar ausrichten, Kanada werde neutral bleiben, falls Großbritannien wegen dieses Zwischenfalls dem Deutschen Reich den Krieg erklären sollte. Während der Imperialen Konferenz im Juni 1937, als sich anlässlich der Krönung von George VI. die Premierminister der Commonwealth-Staaten in London trafen, informierte King den britischen Premierminister Neville Chamberlain, dass Kanada nur bei einem direkten Angriff auf Großbritannien in den Krieg eintreten werde; sollte Großbritannien in einem Krieg auf dem europäischen Festland verwickelt werden, so könne er nicht mit kanadischer Unterstützung rechnen.

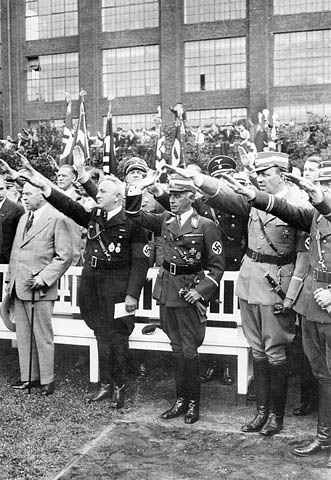
King (vorne links) besucht 1937 Berlin

Unmittelbar nach der Konferenz besuchte King das Deutsche Reich. In Berlin traf er Hermann Göring und anschließend als erster und einziger nordamerikanischer Regierungschef Adolf Hitler. Über den deutschen Reichskanzler schrieb er in seinem Tagebuch: „Er ist wirklich jemand, der seine Mitmenschen und sein Land liebt, und für dessen Wohl jegliches Opfer bringen würde.“ Er sagte voraus, die Welt werde „Hitler noch als großen Mann erleben. (…) Ich kann dem Nationalsozialismus nichts abgewinnen – die Bevormundung, Unmenschlichkeit, Unterdrückung der Juden, Haltung gegenüber Religion etc. – doch Hitler wird eines Tages wie Johanna von Orléans als Erlöser seines Volkes gelten.“
Gegenüber der Situation der Juden offenbarte King eine ignorante Haltung. Als er im Juni 1937 den deutschen Außenminister Konstantin von Neurath traf, sagte dieser gegenüber King, die Juden müssten fortgebracht werden, damit die Deutschen selber über die Geschicke ihrer Stadt bestimmen können. King gab ihm den Rat, jeder müsse versuchen, Vorurteile zu überwinden und guten Willen zu fördern. Später notierte King in seinem Tagebuch, Neurath sei „sehr nett und angenehm“ gewesen. Diese Art von Ignoranz äußerte sich auch in der Haltung der kanadischen Regierung zur Aufnahme jüdischer Flüchtlinge aus Europa. Anfang 1939 beschied King einer jüdischen Delegation, die „Reichskristallnacht“ könnte sich „möglicherweise als Segen herausstellen.“ Im Juni desselben Jahres verweigerte die Regierung, in Übereinstimmung mit Kuba und den USA, 900 jüdischen Flüchtlingen an Bord des Schiffes St. Louis die Aufnahme. Diese Entscheidung löste in der Presse eine Aufschrei der Empörung aus und ein Historiker bemerkte später, King besitze „eine Windfahne, wo die meisten Leute ein Herz haben.“
Während der Sudetenkrise, die im September 1938 zunächst zum Münchner Abkommen und im März 1939 schließlich zur deutschen Besetzung der Tschechoslowakei führte, ließ King der britischen Regierung ausrichten, Kanada werde neutral bleiben, falls wegen der Tschechoslowakei ein Krieg ausbrechen sollte. Persönlich beurteilte er Chamberlains Appeasement-Politik sehr kritisch. Er fand, Großbritannien und letztlich auch das gesamte Commonwealth würden in eine Auseinandersetzung hineingezogen, von der sie gar nicht betroffen seien.

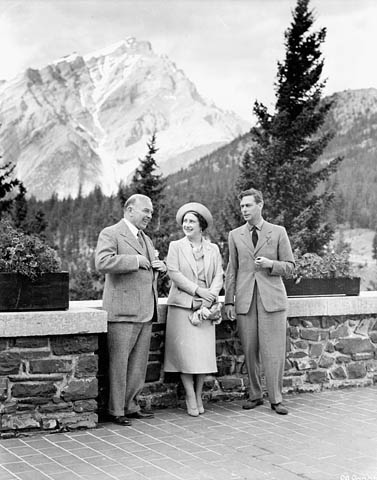
King mit Königin Elizabeth und König George VI. in Banff (Mai 1939)

Um die Verbundenheit der Commonwealth-Staaten zu demonstrieren (und auch um den starken isolationistischen Tendenzen in der kanadischen Öffentlichkeit entgegenzuwirken), besuchte König George VI. zusammen mit seiner Ehefrau Elizabeth im Frühjahr 1939 Kanada. Es war der erste Besuch eines amtierenden Monarchen in diesem Land. Der Premierminister begleitete das Königspaar während der ausgedehnten Reise durch mehrere Provinzen. Als der König in der Rideau Hall das Ernennungsschreiben für den neuen kanadischen Botschafter in den USA persönlich entgegennahm und akzeptierte, gab er damit offiziell endgültig zum Ausdruck, dass gemäß dem Statut von Westminster die kanadische Monarchie von der britischen rechtlich getrennt ist.
King erkannte die Unausweichlichkeit des Zweiten Weltkriegs noch vor dem deutschen Überfall auf Polen und begann bereits am 25. August 1939 mit der Mobilisierung. Doch anders als noch während des Ersten Weltkriegs, als Kanada automatisch mit Kriegseintritt Großbritanniens Kriegspartei wurde, wartete er erst eine Abstimmung im Unterhaus am 10. September 1939 ab, bevor er den Krieg erklärte – eine ganze Woche nach Großbritannien. Dadurch betonte er explizit die außenpolitische Eigenständigkeit Kanadas; außerdem konnte er das damals noch geltende US-amerikanische Waffenausfuhrverbot an kriegführende Staaten während einigen Tagen umgehen (eine Maßnahme, die mit der Aufhebung des Embargos im November 1939 ohnehin hinfällig wurde).

## Fünfte Amtszeit: Kanada im Zweiten Weltkrieg (1940–1945)
Im Vorfeld des Zweiten Weltkriegs verfolgte King innenpolitisch eine Doppelstrategie. Auf der einen Seite versprach er den Anglokanadiern, Kanada werde zweifellos in den Krieg ziehen, sofern Großbritannien dies täte. Auf der anderen Seite versicherte er den Frankokanadiern, Kanada werde nur dann in den Krieg eintreten, wenn es im eigenen Interesse sei. Ernest Lapointe, Kings Sonderberater für Québec, gab den Frankokanadiern überdies die Zusicherung, die Wehrpflicht werde nicht eingeführt und der Militärdienst bleibe weiterhin freiwillig. Somit bereitete King das Land langsam auf den Kriegseintritt vor, ohne einen Konflikt zwischen den beiden großen Sprachgruppen heraufzubeschwören.

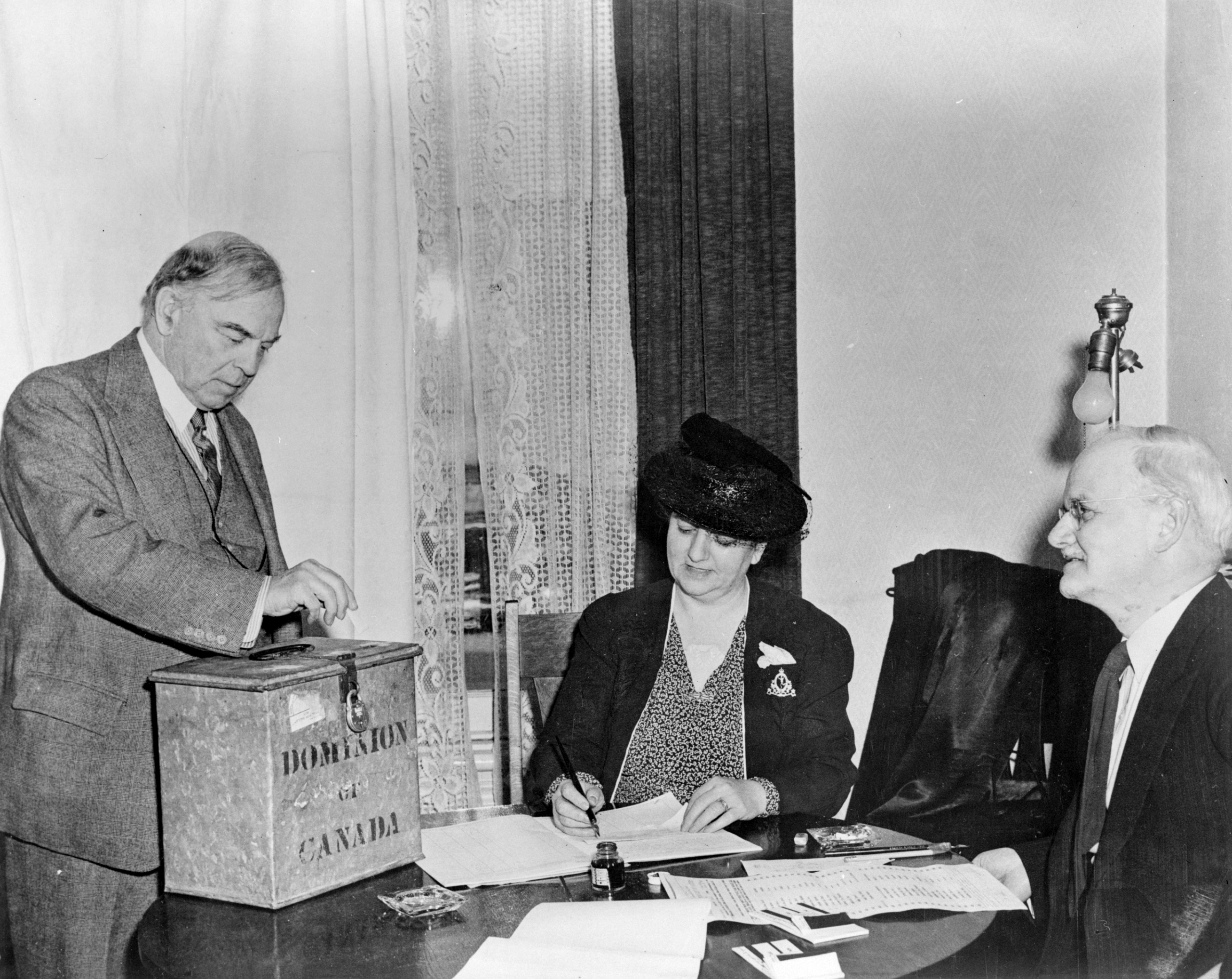
King gibt beim Wehrpflicht-Referendum seine Stimme ab

Kings Versprechen, die Wehrpflicht nicht einzuführen, trug bei der Provinzwahl 1939 in Québec zur Niederlage der isolationistischen Union nationale von Maurice Duplessis bei. Es sicherte auch den Sieg der Liberalen bei der Unterhauswahl im März 1940, die ihre Mehrheit noch etwas ausbauen konnten. Nach der Kapitulation Frankreichs im Juni 1940 führte die Regierung die Wehrpflicht für den Dienst im Inland doch ein, während nach Übersee weiterhin nur Freiwillige entsandt wurden. King versuchte dadurch, eine Wiederholung der Wehrpflichtkrise von 1917 zu vermeiden. Doch das Militär übte 1942 nach dem Verlust zweier Bataillone in Hongkong großen Druck auf King aus, auch Wehrpflichtige auf Kriegsschauplätze in Übersee zu entsenden. So ließ er am 27. April 1942 eine Volksabstimmung zu diesem Thema abhalten, in der er die Nation bat, die Regierung von ihrem Wahlversprechen zu entbinden. Kings Kampagne stand unter einem Motto, das seine Ambivalenz treffend symbolisierte: „Wehrpflicht falls notwendig, aber nicht notwendigerweise Wehrpflicht“ (conscription if necessary, but not necessarily conscription).
Die Frankokanadier stimmten mit überwältigender Mehrheit gegen die Ausweitung der Wehrpflicht, doch die Anglokanadier sprachen sich ebenso deutlich dafür aus, was eine Mehrheit von 64,5 % ergab. Einige hundert Wehrpflichtige wurden 1943 zur Schlacht um die Aleuten entsandt – die Aleuten liegen in Nordamerika, weshalb diese Operation juristisch gesehen nicht als Einsatz in „Übersee“ galt – doch hatten sich die Japaner bei ihrer Ankunft bereits zurückgezogen. Ansonsten versuchte King, das Thema Wehrpflicht möglichst zu umgehen, indem er eine massive Kampagne zur Anwerbung von Freiwilligen führte. Nach schweren Verlusten beim Angriff auf Dieppe 1942, bei der Invasion Italiens 1943 und bei der Schlacht in der Normandie 1944 kam Verteidigungsminister James Ralston zum Schluss, nur mit der Entsendung von Wehrpflichtigen nach Europa könnten die Verluste ausgeglichen werden. Als einige wehrpflichtkritische Minister mit ihrem Rücktritt drohten, wurde Ralston im November 1944 durch General Andrew McNaughton ersetzt (siehe auch Wehrpflichtkrise von 1944). Der Krieg endete bereits einige Monate später, so dass nur etwa 2500 Wehrpflichtige an die europäischen Kriegsschauplätze gelangten. Durch sein beharrliches Hinauszögern hatte King erreicht, dass die Frankokanadier die Wehrpflicht letztlich (wenn auch nur sehr widerwillig) unterstützten und somit eine Spaltung des Landes vermieden.

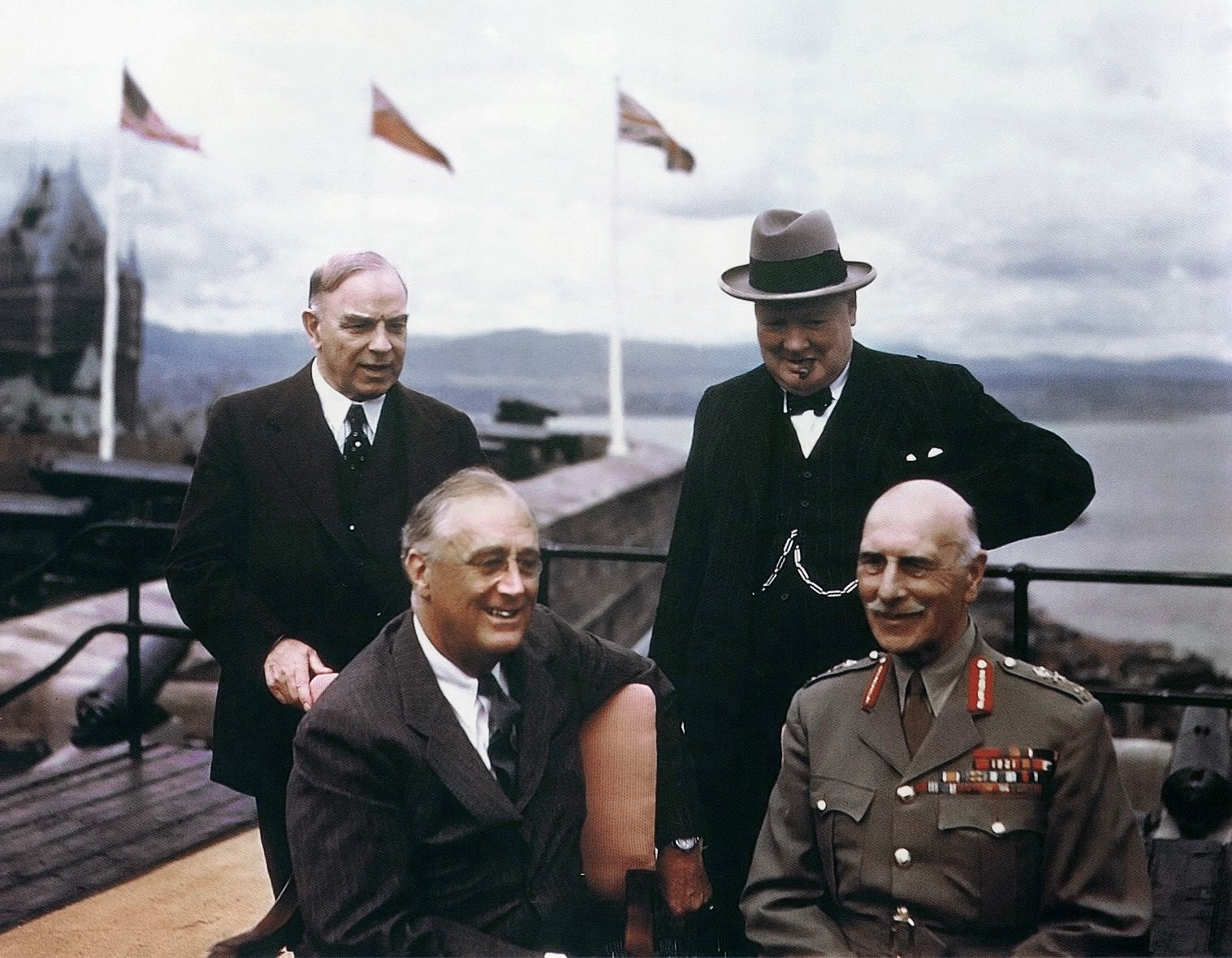
Quadrant-Konferenz 1943:
V. l. n. r.: W. L. Mackenzie King, Franklin D. Roosevelt, Winston Churchill, Generalgouverneur Lord Athlone

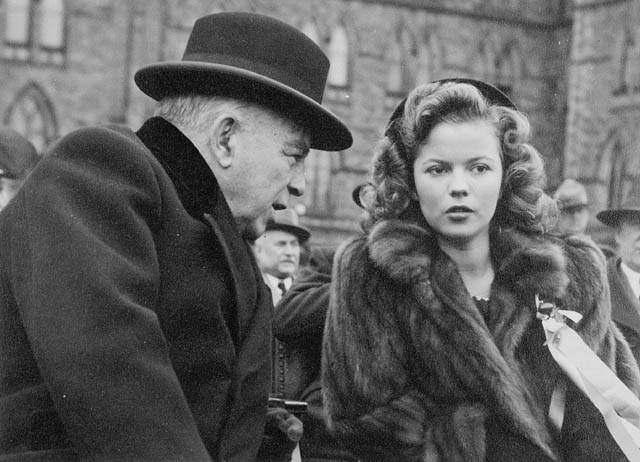
King und Schauspielerin Shirley Temple an einer Veranstaltung in Ottawa (Oktober 1944)

Kanada leistete einen vergleichsweise großen Beitrag zu den Kriegsanstrengungen der Alliierten, doch sowohl US-Präsident Franklin D. Roosevelt als auch der britische Premierminister Winston Churchill betrachteten King eher als politische Randfigur. Von September 1939 bis Dezember 1941 trat King als Verbindungsmann zwischen beiden Ländern auf, doch nach der Kriegserklärung der USA wurde seine Position überflüssig. Sein wichtigster Beitrag zur Kriegsdiplomatie war im Juni 1940 die Ausarbeitung eines Planes, eine mögliche britische Exilregierung aufzunehmen und die britische Flotte nach Kanada zu überführen. Im August 1943 war er Gastgeber der Quadrant-Konferenz in der Stadt Québec.
Nach dem Angriff auf Pearl Harbor galten die an der Westküste lebenden japanischstämmigen Kanadier (Nisei) als Bedrohung der Sicherheit des Landes. Obschon ranghohe Vertreter der Royal Canadian Mounted Police und des Militärs überzeugt waren, es gehe von ihnen keinerlei Gefahr aus, gab die Bundesregierung dem wachsenden öffentlichen Druck in der Provinz British Columbia und dem des Ministers Ian Mackenzie nach. Sie vertrieb rund 22.000 Menschen aus ihren Wohnorten an der Küste und wies sie in Internierungslager und Barackendörfer im Landesinneren ein – mit der Begründung, die angeblich von japanischstämmigen Spionen ausgehende Gefahr zu verringern. Ihre Besitztümer wurden beschlagnahmt und in Auktionen unter dem Marktwert versteigert, während die Marine hunderte von Fischerbooten versenkte. Nach Kriegsende beschloss die Bundesregierung die Deportation der Nisei. Erst nachdem 4000 nach Japan überführt worden waren, stellte sie angesichts massiver Proteste die Deportationen ein. Die meisten Nisei zogen in weiter östlich gelegene Provinzen. Erst 1949 erhielten sie wieder ein uneingeschränktes Niederlassungsrecht und erst 1988 entschuldigte sich Premierminister Brian Mulroney formell (verbunden mit finanzieller Entschädigung).
Während des Krieges erweiterte Kings Regierung die Aufgabenbereiche des National Research Council markant. Die staatliche Forschungsbehörde wandte sich vermehrt der Kernphysik und der kommerziellen Nutzung der Kernenergie zu. Auf Anraten von Energieminister C. D. Howe ordnete King 1940 den Transfer der Nuklearforschung von Montreal nach Chalk River in Ontario sowie den Bau der Chalk River Laboratories und der Planstadt Deep River an. Kanada entwickelte sich zu einem der führenden Länder im Bereich der atomaren Forschung; der 1947 in Betrieb genommene NRX-Reaktor war für kurze Zeit der einzige Kernreaktor außerhalb der USA.

## Sechste Amtszeit und Rücktritt (1945–1950)
Das Kriegsende stellte die Regierung vor neue Herausforderungen. Sie befürchtete, die Verringerung der militärischen Industrieproduktion und die Rückkehr von fast einer Million Soldaten ins zivile Leben würden das Land in eine Rezession ziehen. Um der wachsenden Konkurrenz der sozialistischen Co-operative Commonwealth Federation (CCF) zu begegnen, vollzog die Liberale Partei einen Linksrutsch. Im Sinne des Keynesianismus trat sie für erhöhte Staatsausgaben ein, um dringend benötigte Arbeitsplätze zu schaffen; mit weiteren sozialen Maßnahmen sollte der Konsum angekurbelt werden. Bei der Wahl im Juni 1945 verloren die Liberalen zwar mehr als elf Prozent Wähleranteil und über ein Drittel ihrer Sitze, doch blieben sie aufgrund der Zersplitterung der Opposition weiterhin stärkste Kraft und verfehlten die absolute Sitzmehrheit nur knapp. King unterlag in Prince Albert dem CCF-Kandidaten. Daraufhin gab der Abgeordnete des Wahlkreises Glengarry in Ontario seinen Sitz zugunsten Kings auf, der die Nachwahl am 6. August 1945 für sich entschied.
Zusammen mit Lester Pearson, dem damaligen Botschafter in den USA, nahm King an der Konferenz von San Francisco teil, der Gründungsversammlung der Vereinten Nationen. Er beurteilte die zukünftigen Möglichkeiten der Organisation eher pessimistisch und überließ Pearson weitgehend die Leitung der Delegation. Als im September 1945 Igor Gusenko, ein Kryptograf der sowjetischen Botschaft in Ottawa, überlief und zur Aufdeckung eines Spionagerings beitrug, wurde die Regierung mit dem beginnenden Kalten Krieg konfrontiert. King wollte nicht in den Fall hineingezogen werden, weil er die Sowjetunion noch immer als Verbündeten betrachtete, doch Unterstaatssekretär Norman Robertson widersetzte sich dem Wunsch des Premierministers und gewährte Gouzenko und dessen Ehefrau Asyl. King fühlte sich von der Außenpolitik und den komplexer gewordenen internationalen Beziehungen zunehmend überfordert: Im September 1946 übergab er das Amt des Außenministers, das er bisher neben seiner Tätigkeit als Premierminister ausgeübt hatte, an Louis Saint-Laurent.

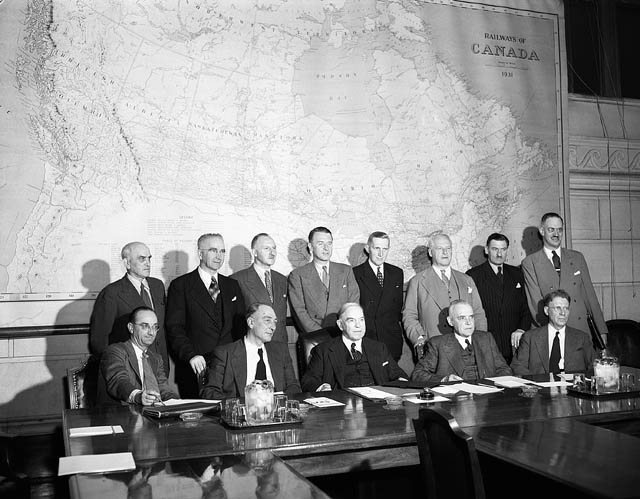
Verhandlungen zur Aufnahme Neufundlands (Juni 1947)

1946 erließ die Bundesregierung den Canadian Citizenship Act, der am 1. Januar 1947 in Kraft trat. Das neue Gesetz definierte erstmals explizit eine kanadische Staatsbürgerschaft. Zuvor galten Kanadier rechtlich gesehen als in Kanada lebende britische Staatsangehörige. Am 3. Januar 1947 erhielt King im Obersten Gerichtshof die Bürgerurkunde Nr. 0001 überreicht. Das wichtigste innenpolitische Thema der Nachkriegszeit waren die Verhandlungen zur Aufnahme Neufundlands in die Kanadische Konföderation. Neufundland war 1867 dem neuen kanadischen Staat nicht beigetreten, blieb vorerst weiterhin eine britische Kolonie und wurde 1907 ein eigenständiges Dominion. Aufgrund einer schweren wirtschaftlichen und politischen Krise wurde Neufundland 1934 wieder unter direkte britische Kontrolle gestellt. Nach dem Krieg kam ein politischer Prozess in Gang, der schließlich 1947 zu Verhandlungen mit der kanadischen Regierung führte. In zwei Volksabstimmungen im Juni und Juli 1948 sprachen sich 52 % der Bevölkerung Neufundlands für den Beitritt zu Kanada aus; dieser erfolgte am 31. März 1949.
Die Arbeitslast hatte zunehmend einen negativen Einfluss auf Kings Gesundheit. Im Mai 1948 teilte er Louis Saint-Laurent mit, er werde bei der nächsten Wahl nicht mehr kandidieren. Am 7. August 1948 trat er als Vorsitzender der Liberalen Partei zurück, am 14. November auch als Premierminister. Saint-Laurent übernahm von ihm beide Ämter.
Insgesamt hatte King dem Unterhaus 32 Jahre lang angehört, davon 22 Jahre als Regierungschef. Er hatte geplant, seine Memoiren zu schreiben, kam aber aus gesundheitlichen Gründen kaum dazu. Am 22. Juli 1950 starb er 75-jährig auf seinem Landsitz nordwestlich von Ottawa an einer Lungenentzündung. Er wurde auf dem Friedhof Mount Pleasant in Toronto beigesetzt.

## Privatleben
Die meisten Informationen zu Kings Privatleben sind seinen Tagebüchern entnommen, die von 1893 bis zu seinem Tod 1950 reichen. C. P. Stacey, einer seiner Biographen, bezeichnete diese Tagebücher als das „wichtigste politische Dokument der Geschichte Kanadas im 20. Jahrhundert“, da sie nicht nur einen einmaligen Einblick in seine Gedankenwelt geben, sondern auch seine politischen Überlegungen und Motivationen während des Zweiten Weltkriegs detailliert beschreiben.
King galt als vorsichtiger Politiker, der seine Politik oft nach den vorherrschenden Meinungen ausrichtete und darauf bedacht war, wann immer möglich nach Kompromissen zu suchen. „Das Parlament wird entscheiden“, pflegte er zu sagen, wenn er zum Handeln gedrängt wurde. Im Gegensatz zum eher biederen öffentlichen Image stand sein teilweise exzentrisches Privatleben. King befragte Geister, darunter diejenigen von Leonardo da Vinci, Wilfrid Laurier, seiner toten Mutter und mehreren seiner Irish-Terrier-Hunde, die alle „Pat“ hießen. Auch kommunizierte er mit dem Geist seines engen Freundes Franklin D. Roosevelt. Er suchte bei ihnen in vielen Lebenslagen die Bestätigung, dass das Jenseits über ihn wache. Politik war aber bei den Séancen fast nie ein Thema, da er in diesem Bereich seinen eigenen Analysen weitaus mehr vertraute. Tatsächlich sagte ein Medium nach seinem Tod, sie habe nicht gewusst, dass er Politiker sei. Kings Interesse an Okkultismus blieb während seiner Amtsjahre weitgehend verborgen und wurde erst in den 1970er Jahren nach Auswertung seiner Tagebücher einer breiten Öffentlichkeit bekannt.
King heiratete nie, doch hatte er mehrere enge Freundinnen. Darunter war die verheiratete Mary Joan Patteson, mit der er oft seine Freizeit verbrachte. Einige Historiker haben Abschnitte in seinen Tagebüchern so interpretiert, dass er regelmäßig sexuellen Kontakt zu Prostituierten hatte. Andere interpretierten dieselben Passagen dahingehend, dass er heimlich in Lord Tweedsmuir, den er 1935 als Generalgouverneur vorgeschlagen hatte, verliebt gewesen sein soll.

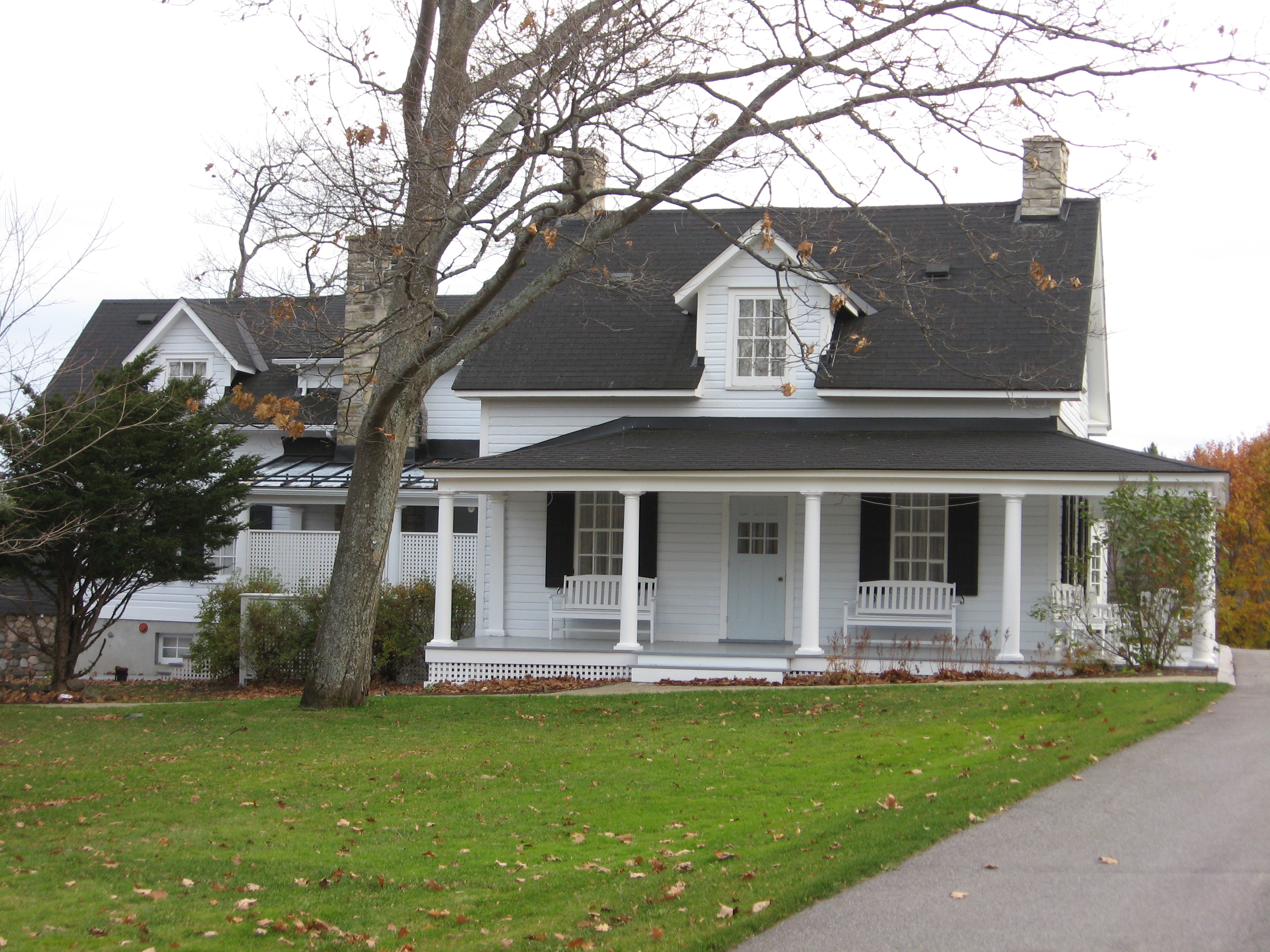
The Farm, Kings letzter Wohnsitz

Seine größte Leidenschaft war die Natur. 1903 kaufte er am Lac Kingsmere, einem etwa 14 km nordwestlich von Ottawa in der Provinz Québec gelegenen See, ein kleines Grundstück. Er ließ dort ein Sommerhaus errichten und im Laufe der Jahre vergrößerte sich sein als Kingswood bezeichneter Landsitz auf 231 Hektar. Fast jeden Sommer verbrachte er in dieser fast unberührten Gegend und beschäftigte sich mit Landschaftsgestaltung. 1928 bezog er das benachbarte Cottage Moorside, wo er Gäste wie Winston Churchill oder Charles Lindbergh empfing, romantisch verklärte künstliche Ruinen errichtete und Waldwege anlegte. Ebenfalls in der unmittelbaren Nachbarschaft kaufte er 1927 ein Bauernhaus und baute es 1943 zu seinem Dauerwohnsitz aus; dort verstarb er 1950. Kings Residenz in der Hauptstadt Ottawa war ab 1923 das Laurier House, in welchem sein Vorgänger Wilfrid Laurier gelebt hatte. Dessen Witwe vermachte King das Haus, das er mit finanzieller Unterstützung von Parteifreunden renovierte und neu ausstattete.

## Erinnerung
Die kanadische Regierung, vertreten durch den für das Historic Sites and Monuments Board of Canada zuständigen Minister, ehrte King am 19. Juni 1968 für sein Wirken und erklärte ihn zu einer „Person von nationaler historischer Bedeutung“.
Das Antlitz von William Lyon Mackenzie King ziert die Vorderseite des aktuellen 50-Dollar-Scheins; die Rückseite zeigt Ereignisse der Menschenrechtsgeschichte Kanadas. Die Banknote gehört zu einer Serie, die zwischen 2001 und 2004 in Umlauf gebracht wurde. Die weiteren Scheine dieser Serie zeigen Wilfrid Laurier ($5), John Macdonald ($10), Königin Elisabeth II. ($20) und Robert Borden ($100).

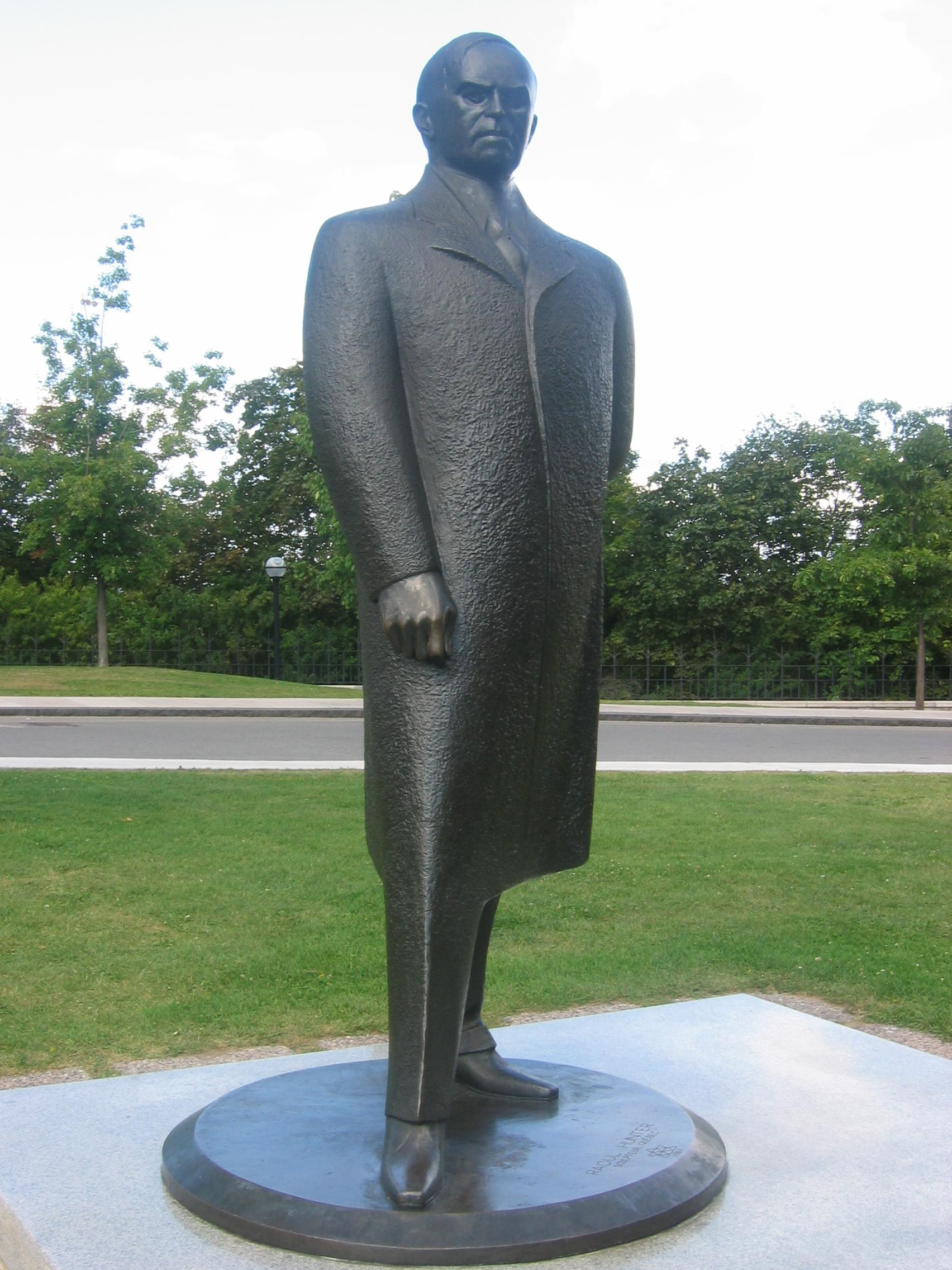
Statue auf dem Parliament Hill in Ottawa

In seinem Testament vermachte King seinen Landsitz Kingsmere dem kanadischen Volk. Ein großer Teil davon ist als Mackenzie King Estate der Öffentlichkeit zugänglich gemacht worden. Er liegt im Gatineau-Park, einem 363 km² großen Naturreservat in der Nähe von Gatineau. Kings letzter Wohnsitz The Farm dient heute als offizielle Residenz des Vorsitzenden (speaker) des Unterhauses. Ein viktorianisches Haus in Kitchener, in welchem Kings Familie von 1886 bis 1893 lebte, steht mitsamt dem 4,65 Hektar großen Besitzes als Woodside National Historic Site unter Denkmalschutz. Gemäß Kings Testament gelangte die Stadtresidenz Laurier House ebenfalls in den Besitz aller Kanadier und kann seit 1951 besichtigt werden.
Nach ihm benannt ist die 5048 km² große Mackenzie-King-Insel, die zu den Königin-Elisabeth-Inseln im kanadisch-arktischen Archipel gehört. Der Polarforscher Vilhjálmur Stefánsson hatte sie 1915 entdeckt, doch erst 1947 wurde sie als eine von der Borden-Insel getrennte Insel erkannt und später nach dem Premierminister benannt. Statuen von Mackenzie King stehen in seiner Geburtsstadt Kitchener und auf dem Parliament Hill in Ottawa.
Eine nach der Besetzung Deutschlands bis dahin genutzte Außenstelle des Reichssicherheitshauptamts in Berlin-Schmargendorf wurde 1945 zunächst durch die kanadischen Streitkräfte eingenommen und in Mackenzie King Barracks umbenannt. Wenig später übernahmen die Britischen Streitkräfte die Liegenschaft und nutzten sie bis 1951. Über den gesamten Zeitraum behielt sie ihren Namen.

## Film
Kings Leben ist Gegenstand der 2020 veröffentlichten, fiktiven wie surrealistischen Filmbiografie The Twentieth Century. Regie führte Matthew Rankin, die Rolle Kings übernahm Dan Beirne.

## Werke von Mackenzie King
- Industry and humanity: A study in the principles underlying industrial reconstruction. University of Toronto Press, Toronto 1918. ISBN 0-8020-6174-5 (Neuauflage von 1973)
- Canada and the fight for freedom. Macmillan Co. of Canada, Toronto 1944
- Canada at Britain’s side. Macmillan Co. of Canada, Toronto 1941
- The secret of heroism: A memoir of Henry Albert Harper. F. H. Revell Co., Toronto 1906